# Artur Ressel
Artur Ressel (* 25. Mai 1896 in Gablonz, Österreich-Ungarn; † 26. April 1966 in Aichhalden) war ein deutscher Maler und Illustrator der Neuen Sachlichkeit.

## Leben und Wirken
Artur Ressel entstammte einer Lehrerfamilie und absolvierte zunächst die Staatsfachschule für Kunstgewerbe in Gablonz. Danach studierte er an der Akademie der Bildenden Künste Prag bei Franz Thiele. Sein Studium wurde durch den Ersten Weltkrieg unterbrochen, den er in den Jahren 1916 bis 1918 an der italienischen Front erlebte. Nach dem Abschluss seines Studiums begann er, durch Europa zu reisen. Er lebte u. a. in Dresden, wo er Schüler von Oskar Kokoschka an der Kunstakademie Dresden war, und in der Künstlerkolonie Worpswede. Im Jahr 1922 ließ er sich in Agnetendorf im Riesengebirge nieder. Dort heiratete er 1925 die Tochter des Schriftstellers Bernhard Wilm (1872–1953) aus Saalberg, begann mit dem Ausbau seines Wohnhauses (Agnetendorf Nr. 126) und lernte den Schriftsteller Gerhart Hauptmann kennen. Er gehörte zur Künstlervereinigung St. Lukas in Schreiberhau und war auch an deren Ausstellungen beteiligt. Er war auch Mitglied des Metznerbundes.
Im Jahr 1932 erhielt er den Prix de Rome und konnte das Studienjahr 1933/34 in der Villa Massimo in Rom verbringen. Als Illustrator hat er u. a. das Buch Der Ackermann aus Böhmen des Johannes von Saaz (Ausgabe 1921, Reichenberg) illustriert.
In der Zeit des Nationalsozialismus war Ressel Mitglied der Reichskammer der bildenden Künste. Für diese Zeit ist seine Teilnahme an vierzehn großen Ausstellungen und zwei Einzelausstellungen sicher belegt. Er gewann auch den von NSDAP-Gauleiter Josef Wagner gestifteten „Schlesischen Kunstpreis“ 1937 für sein Ölgemälde „Nachbarhäuser“. Aufgrund seiner Freundschaft zu Gerhart Hauptmann konnten Ressels Bilder nach dem Kriegsende gerettet werden, da sie der Schriftsteller bei der Ausreise aus Schlesien als „persönliches Eigentum“ mitnehmen durfte. Artur Ressel musste 1946 Schlesien verlassen und ging nach Zwischenaufenthalt in Marklohe nach Aichhalden bei Schramberg im Schwarzwald.
Artur Ressel war ein vielseitiger bildender Künstler, er malte Porträts und Landschaften und illustrierte Bücher. Ab 1920 beteiligte er sich an verschiedenen Kunstausstellungen. Im Jahr 1927 hatte er seine erste Einzelausstellung in Breslau und seine Gemälde gelangten in öffentliche und private Sammlungen.
Er war vor allem in Schlesien ein anerkannter Maler und wurde auch als „Maler des Riesengebirges zwischen Moderne und Heimatkunst“ bezeichnet, da sich seine künstlerische Ausdrucksweise zwischen Neuer Sachlichkeit und der Heimatmalerei von Bewohnern des Riesengebirges bewegte. Vielfach wird sein Stil auch mit dem des Malers Otto Dix verglichen.
1962 wurde er in die Stiftung „pro otio“ der Oberschwäbischen Elektrizitätswerke, die mit einer Ehrengabe auf Lebenszeit verbunden war, aufgenommen. Seine sterblichen Überreste wurden nach Marklohe überführt.

## Werke (Auswahl)
- Porträt einer Dame (Frau Grundmann), 1927, Nationalgalerie Prag[10]
- Tinka, 1928, Kulturhistorisches Museum Görlitz
- Gablonz, Josef-Pfeiffer-Strasse 34 (Bildnis des Vaters), 1929, Ostdeutsche Galerie Regensburg[11]
- Weg nach Fiesole, 1934, Kulturhistorisches Museum Görlitz[12]
- Porträt meiner Frau, 1927
- Porträt der Familie von Bernhard Wilm, 1929
- Familienausflug, 1931
- Blühender Kaktus, 1931
- Mein Atelier in Agnetendorf, 1932
- Selbstbildnis, 1934
- Porträt der Familie, 1936
- Selbstporträt mit meiner Frau, 1939
- Porträt Gerhart Hauptmann, 1945
- Blick auf den Bergkamm, 1945 (später umbenannt in Das verloren Paradies)
- Faun belauscht ein Mädchen, 1945, Öl auf Holztafel[2]
- Porträt Dr. Frieslich mit Pelzkragen, Öl auf Holztafel, 1947[2]
- Deutsches Dorf, 1947[2]
- Porträt einer Dame vor dem Tempel in Overschie (bei Rotterdam), 1953[2]
- Madonna, 1953

## Sicher belegte Teilnahme an Einzelausstellungen in der Zeit des Nationalsozialismus
- 1940: Dessau, Anhaltinischer Kunstverein (mit Walter Buhe)
- 1942: Karlsruhe, Badischer Kunstverein (mit Erwin Hass und E. W. Schroeter)